# Tsukihime
Tsukihime (яп. 月姫, укр. Місячна принцеса) — японська візуальна новела для дорослих, створена студією Type-Moon. Вперше гра була презентована на фестивалі Comiket у грудні 2000 року. У 2003 році гра була адаптована в аніме-серіал Shingetsutan Tsukihime, створений студією J.C.Staff, та манґу, що видавалася з 2003 по 2010 рік у журналі Dengeki Daioh.
Також було випущено кілька інших медіа, зокерма бонусний диск Tsukihime Plus-Disc, фан-диск Kagetsu Tohya та серію файтингів Melty Blood. Сюжетні концепції та персонажі мають багато спільного з іншим циклом Type-Moon — The Garden of Sinners. У 2008 році було оголошено ремейк з оновленим сюжетом та ілюстраціями. Перша частина ремейку, Tsukihime: A Piece of Blue Glass Moon, що містить переписану та розширену версію двох з оригінальних сюжетних ліній, вийшла в Японії 26 серпня 2021 року, і буде випущена в решті світу в 2024 році. Друга частина, Tsukihime: The Other Side of Red Garden, що зосереджуватиметься на решті оригінальних сюжетних ліній, а також одній новій, була анонсована у вересні 2021 року.

## Ґеймплей
Tsukihime — це візуальна новела, де історія подається через текст, та яка час від часу пропонує гравцеві зробити певний вибір. Ці вибори впливають на хід сюжету, в тій чи іншій мірі. Деякі вибори ведуть до поганих кінцівок, у яких протагоніст умирає, після чого гравець за бажанням може переглянути комедійну секцію «Teach Me, Ciel-sensei!», в якій героїня на ім'я Сіель, руйнуючи четверту стіну, натякає на те, що саме призвело до поганої кінцівки. Гра розділена на п'ять сюжетних ліній між двома сценаріями: «Видимий бік місяця», який містить історії персонажів Сіель та Арквейд (фр. Ciel, Arcueid), і «Зворотній бік місяця», де сюжет зосереджується на персонажах Акіхи, Хісуї та Кохаку (яп. 秋葉, 翡翠, 琥珀). Кожна героїня, за винятком Кохаку, має два можливих фінали. Коли гравець пройшов усі можливі кінцівки, то у грі відкривається нова секція під назвою «Затемнення». Затемнення є закінченням усіх сюжетних ліній, і певною мірою виступає епілогом.

## Сюжет
Сюжет гри розгортається від імені головного героя Шікі Тоно (遠野 志貴, Tōno Shiki), учня другого класу старшої школи у вигаданому місті Місакі. У дитинстві він отримав смертельне поранення через нещасний випадок, але дивовижним чином вижив. Після цього він почав бачити «Лінії смерті» — лінії, по яким все, живе чи ні, врешті-решт ламається після смерті. Через поранення Шікі страждає від сильних головних болей, оскільки його розум не здатен впоратись із видом смерті. Втім, невдовзі Аоко Аодзакі дарує йому спеціальні окуляри, що не дають йому бачити ці лінії. Через цю травму батько відправляє Шікі у вигнання до однієї з гілок сімейства Тоно. Вісім років потому, після смерті батька, головний герой отримує листа із запрошенням назад від своєї сестри.
Дії оригінальної гри відбуваються у вигаданому місті Місакі в 1999 році, тоді як події ремейку відбуваються у вигаданому місті Соя в 2014, що стає справжнім прямим продовженням сюжетної лінії навколо персонажа Аоко Аодзакі з Witch on the Holy Night.